# Hlasy pro prezidenta aneb Pokus o kontrarevoluci
Snímek Hlasy pro prezidenta aneb Pokus o kontrarevoluci (anglicky Points for the President aka Attempt at Contrarevolution) je český dokument režiséra Martina Kohouta z roku 2021; provokativní paleta názorů na politiku z různých stran vznáší dotaz, kam zmizely ideály listopadu 1989 i tehdejší pocit pospolitosti. Dokumentární cestou mapuje události po parlamentní volby roku 2017 i následnou přímou volbu prezidenta republiky; Hlasy aneb Pokus rámuje postupující proměna vnímání pojmů „svoboda“ i „demokracie“ v čase i politickém prostoru, přičemž sílí obavy, nepanuje shoda o budoucím směřování země, a přestávají postačovat národní mýty. Premiéra proběhla 28. října 2021 a v březnu 2022 film soutěžil na festivalu Jeden svět.